# Львівхолод
Торгово-виробнича компанія «Львівхолод» — компанія у галузі роздрібної торгівлі (мережа «Рукавичка»). До березня 2004 мала назву «Облхолод». Власник — Богдан Козак.
Станом на кінець 2015 року мережа «Рукавичка» посідала 4-е місце в Україні за кількістю магазинів (104 крамниці) серед операторів роздрібної торгівлі.

## Опис
Компанії належить мережа магазинів самообслуговування «Рукавичка» (200 магазинів станом на 2022 рік), а також виробничі потужності, лабораторія, власний логістичний центр.
- 2009 — переможець конкурсу «Обличчя міста-2009».
- 2011 — «Рукавичка» отримала премію України Retail Awards у номінації «Краща мережа Львівщини».
- 2011, 2012 — переможець рейтингу «Сумлінні платники податків»
- 2016 — сплатила 162 млн грн податків, 52 млн грн з яких — до місцевого бюджету.
- 2015 — отримала міжнародні сертифікати ISO 9001 та ISO 22000.
- з 2014 — надає допомогу українським військовим: перераховує кошти на закупівлю необхідного обладнання, обмундирування та запчастин до військової техніки.
- 1 лютого 2015 р. компанія «Львівхолод» першою в Україні повністю відмовилась від продажу російських товарів у власній мережі «Рукавичка»[4].
- 20 січня 2017 — отримала кредит від Європейського Банку Реконструкції і Розвитку (ЄБРР) в українській валюті[5] на 135 млн грн терміном на 6 років. Сума кредиту призначена на розвиток мережі магазинів самообслуговування «Рукавичка».